# Kavalleriemuseum Pinerolo
Das Kavalleriemuseum Pinerolo (it. Museo Storico dell’Arma di Cavalleria, dt. „Historisches Museum der Kavallerietruppe“) ist ein Militärmuseum des italienischen Heeres. Es hat seinen Sitz in der norditalienischen Stadt Pinerolo (Piemont).

## Ausstellung
Das Museum umfasst auf drei Stockwerken 33 Säle mit einer Ausstellungsfläche von rund 5000 Quadratmetern. Der Schwerpunkt der Ausstellung liegt auf der Geschichte der piemontesischen und italienischen Kavallerie. Daneben gibt es auch zahlreiche Exponate aus anderen Staaten. Neben Modellpferden, Uniformen, Standarten, Blankwaffen, Feuerwaffen und zahlreichen Andenken an verschiedene Feldzüge sind in begrenztem Maß auch Panzerfahrzeuge zu sehen, mit denen die Kavallerie nach 1945 ausgerüstet wurde. Das Museum ist kein Panzermuseum im engeren Sinn. Es verfügt über eine militärgeschichtliche Bibliothek und über eine Bibliothek, die auf Pferde spezialisiert ist.

## Geschichte
Die Stadt Pinerolo gilt als historisches und kulturelles Zentrum der italienischen Kavallerie. Die 1823 in Venaria Reale gegründete Heeres-Reitschule des Königreiches Sardinien-Piemont wurde 1849 nach Pinerolo verlegt, wo sie bis 1943 blieb. Zwischen 1900 und 1938 ließen die Streitkräfte von über 30 Staaten (darunter Deutschland und Österreich) Kavallerieoffiziere an der Reitschule in Pinerolo ausbilden. Viele Absolventen erzielten im Pferdesport sehr gute Ergebnisse, worauf das internationale Ansehen der Schule in großem Maß beruhte. Kurz vor ihrer kriegsbedingten Schließung verlor sie wegen der zunehmenden Motorisierung und Mechanisierung der Landstreitkräfte an Bedeutung. Die Schule wurde 1946 als „Panzerkavallerieschule“ in Tor di Quinto bei Rom wiedereröffnet und dann nach Caserta verlegt, wo sie die Bezeichnung „Panzertruppenschule“ führte. Seit 1991 hat sie ihren Sitz in Lecce, wo sie wieder den alten, auf die Schule in Pinerolo zurückgehenden Namen „Kavallerieschule“ angenommen hat, obwohl sie de facto eine Panzertruppenschule ist. In Montelibretti bei Rom unterhält die Kavallerieschule eine Reitschule, die ebenfalls in der Tradition der Kavallerieschule von Pinerolo steht.
In Pinerolo wurde ab 1961 in der Kaserne der ursprünglichen Kavallerieschule auf Initiative der italienischen Kavallerievereinigung das Kavalleriemuseum eingerichtet und im Oktober 1968 für die Öffentlichkeit zugänglich gemacht. Im Lauf der Zeit erhielt es zahllose Sachspenden, insbesondere von ehemaligen Soldaten der Kavallerie. Unterstützt wurde es auch von dem bis 2013 in Pinerolo stationierten Kavallerie-Regiment Nizza Cavalleria, welches lange Zeit als „Hausregiment“ der Turiner Industriellen-Familie Agnelli galt. Das Museumsgebäude ist heute im Eigentum der Stadt Pinerolo. Das Museum selbst untersteht derzeit einem Territorialkommando in Turin.